# 忙哥铁木儿
忙哥铁木儿（?—?），元朝大臣，译名又作忙哥帖木儿，元武宗时尚书左丞。
元武宗至大二年（1309年）元朝设立尚书省，综理财用，忙哥铁木儿被任命为尚书左丞。乞台普济为尚书省右丞相，脱虎脱为尚书省左丞相，三宝奴、伯颜、也速为平章政事，保八为尚书右丞，王罴为参知政事，中书左丞刘楫授尚书左丞、商议尚书省事。至大四年（1311年），元武宗驾崩，他的弟弟元仁宗即位，废除尚书省，严惩尚书省大臣，杖责流放忙哥铁木儿到海南。